# Ger van Oerle
Gerardus Maria (Ger) van Oerle (Boxtel, 6 maart 1927 – Eindhoven, 21 juli 1998) was een Nederlands politicus van de KVP en later het CDA.
Hij heeft Nederlands recht gestudeerd aan de Katholieke Universiteit Nijmegen en ging in 1956 werken als staffunctionaris bij het Provinciaal Opbouworgaan Noord-Brabant (PON) in Tilburg. In september 1971 werd Van Oerle de burgemeester van de gemeenten Geffen en Nuland en in april 1978 volgde zijn benoeming tot burgemeester van Sint-Oedenrode. Begin 1991 ging hij daar vervroegd met pensioen maar dat was nog niet het einde van zijn burgemeesterscarrière want van 1992 tot 1997 was hij nog waarnemend burgemeester van Alphen en Riel. Midden 1998 overleed hij op 71-jarige leeftijd.